# Kloster Tommarp

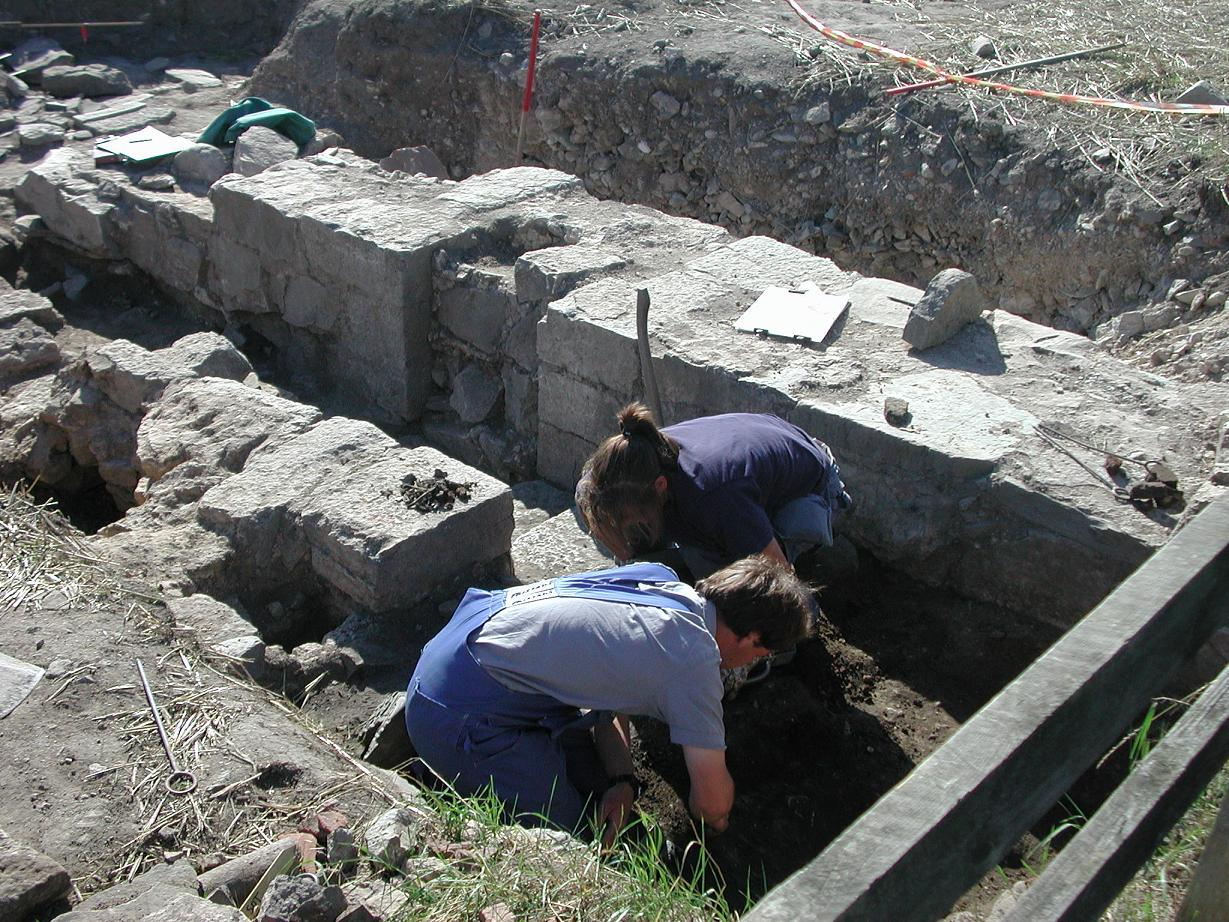
Ausgegrabene Mauern des Klosters

Das Kloster St. Peter und Paul war ein Prämonstratenserstift in Tommarp in Südschweden vom 12. bis zum 16. Jahrhundert.

## Lage
Das Kloster lag im äußersten Südosten Schwedens in der Region Schonen wenige Kilometer landeinwärts von der Ostsee entfernt. Das Gebiet gehörte im Mittelalter zu Dänemark.
Reste der Klosteranlage wurden südwestlich der jetzigen Ortskirche gefunden.

## Geschichte
Das Kloster in Tommarp wurde etwa 1153/54 gegründet, wahrscheinlich als zweites Prämonstratenserstift in Skandinavien nach Lund. 1155 erhielt es die päpstliche Bestätigung der Gründung.
Es unterstand später dem Stift Öved, war aber dem Kloster Vä und dem pommerschen Kloster Grobe (diesem vor 1230) überstellt.
Der Ort Tommarp entwickelte sich in der Nähe bald zur Stadt. 1304 zerstörte ein großer Brand den Ort und das Kloster.
Im 15. Jahrhundert wurde dieses wieder aufgebaut.
Im Rahmen der Reformation wurde das Kloster aufgelöst. Jörgen Kock, der Bürgermeister von Malmö, erhielt 1529 Teile der klösterlichen Einkünfte.
1570 wurde der letzte Mönch von den Bewohnern vertrieben. Danach verfiel die Klosteranlage.

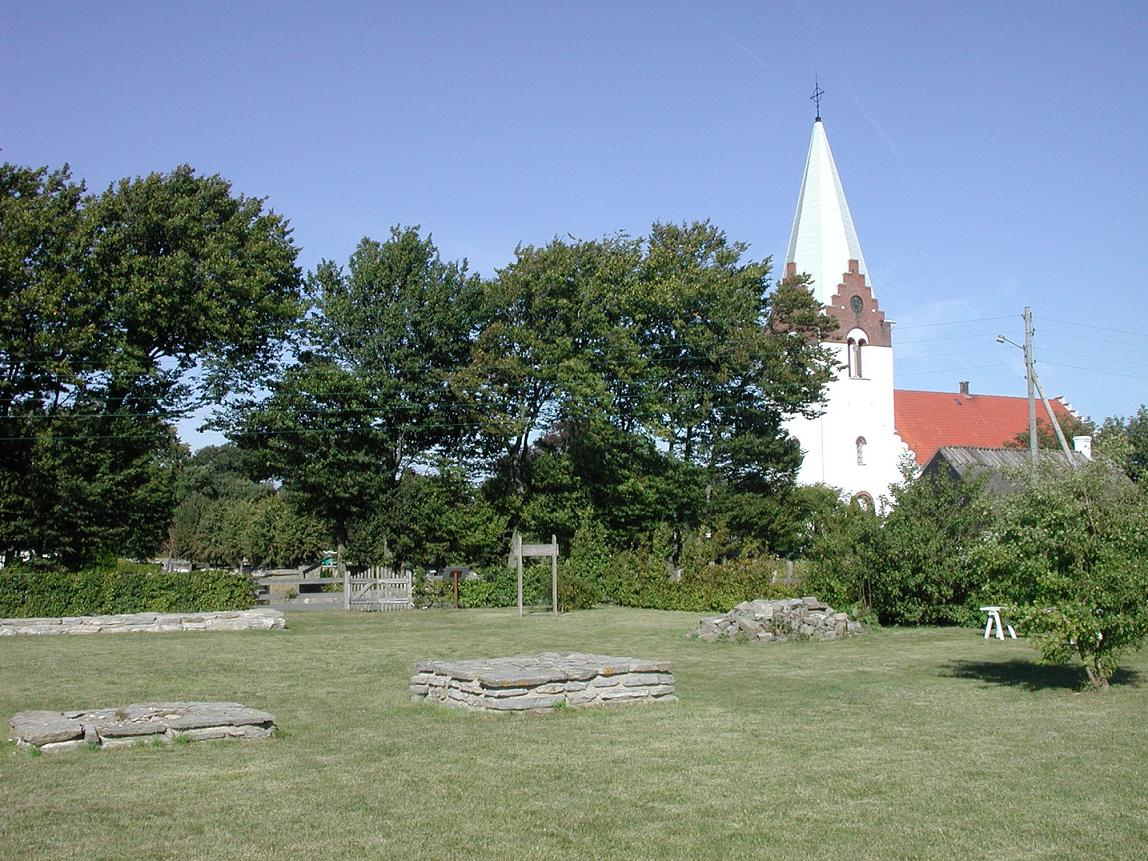
Lage der Mauerreste heute

2005 wurden archäologische Ausgrabungen durchgeführt. Die erhaltenen Steine des Klosters sind äußerst kunstvoll behauen und gelten als die künstlerisch hochwertigsten in Schweden.